# Ibarapa North
Ibarapa North è una delle trentatré aree a governo locale (local government areas) in cui è suddiviso lo stato di Oyo, nella Repubblica Federale della Nigeria.
Si estende su una superficie di 1.218 km² e conta una popolazione di 101.092  abitanti.